# Baltic Sea Darts Open
Het Baltic Sea Darts Open is een dartstoernooi dat sinds 2023 wordt gehouden, als onderdeel van de PDC European Tour. De eerste editie vond in 2023 plaats in Kiel.

## Finales
| Jaar | Winnaar                | Score | Runner-up               | Prijzengeld | Winnaar  | Runner-up |
| ---- | ---------------------- | ----- | ----------------------- | ----------- | -------- | --------- |
| 2023 | Dave Chisnall (101.31) | 8 – 5 | Luke Humphries (96.27)  | £ 175.000   | £ 30.000 | £ 12.000  |
| 2024 | Rob Cross (105.56)     | 8 – 6 | Luke Humphries (104.38) | £ 175.000   | £ 30.000 | £ 12.000  |
| 2025 | Gerwyn Price (91.92)   | 8 – 3 | Gary Anderson (89.80)   | £ 175.000   | £ 30.000 | £ 12.000  |

2023 ·
2024 ·
2025
2004 · 2005 · 2006 · 2007 · 2008 · 2009 · 2010 · 2011 · 2012 · 2013 · 2014 · 2015 · 2016 · 2017 · 2018 · 2019 · 2020 · 2021 · 2022 · 2023 · 2024 · 2025